# Teodicio de Spoleto
Teodicio fue duque lombardo de Spoleto del 763 al 773.

## Duque
Sucedió a Gisulfo a principios del 763. Fue el primero en tomar el título de duque de Spoleto (Theodicius gloriosus y summus dux Ducatus Spoletani) en lugar del de «duque de los lombardos». De los cuatro diplomas de Teodicio que se conservan, tres proceden del palacio de Spoleto y uno de la ciudad de Rieti. En 772 el rey Desiderio lo envió con el duque de Ivrea en calidad de embajador al advenimiento al trono papal del Adriano I. Se sabe que todavía era duque en septiembre del 773 y que su sucesor ostentaba ya el título a principios del 774.
Se ha afirmado a menudo que pereció en el sitio de Pavía del 773-774, pero se sabe que aún vivía el 9 de junio del 776, cuando Carlomagno le confirmó la posesión de las propiedades de la abadía de Farfa al abad Ingoaldo, ya durante el reinado del sucesor de Teodicio al frente del ducado, Hildebrando.